# Asociación de Fútbol de las Islas Cook
La Asociación de Fútbol de las Islas Cook (en inglés: Cook Islands Football Association) es la encargada de organizar los torneos de fútbol de Islas Cook como la Primera División de las Islas Cook, la Segunda División de las Islas Cook, la Copa de las Islas Cook, la Supercopa de las Islas Cook y administrar la Selección masculina, la Selección femenina en todas sus categorías.